# 기정수
기정수(본명 : 김병상(金炳商), 1949년 2월 27일 ~ )는 대한민국의 배우이다.

## 이력
- 1966년 북아메리카 미국으로 이민 하고 미국 로스엔젤레스 연극배우 데뷔 하였다.
- 1967년 아시아 대한민국 한국 으로 돌아온 뒤 대한민국 연극배우 데뷔 이전 하고 바뀌고 데뷔 하였다.
- 1967년 연극배우 첫 데뷔하였으며 2년 후 1969년 KBS 8기 공채 탤런트로 데뷔하였다.

## 출연작

### 뮤지컬
- 2021년 《박정희》

### 드라마
- 1981년 KBS2 시추에이션 드라마 《포도대장》
- 1982년 KBS 대하드라마 《풍운》 ... 하여장 역
- 1982년 KBS 8.15 특집드라마 《그 여름의 이틀》 ... 34군 장교 역
- 1982년 KBS 일일연속극 《보통 사람들》
- 1983년 KBS 대하드라마 《개국》 ... 추격자 역
- 1983년 KBS 반공드라마 《전우》
- 1984년 KBS 7.27 휴전특집극 《휴전 6.25》
- 1985년 KBS 6.25 특집드라마 《광장》
- 1985년 KBS 37주년 국군의 날 특집드라마 《오성장군 김홍일》 ... 병기청 주임 역
- 1986년 KBS 《님의 침묵》 ... 경시총감 심복 역
- 1986년 KBS 서울 아시안 게임 특집드라마 《원효대사》 ... 불목하니 역
- 1986년 KBS 대하드라마 《노다지》 ... 친일군인 우찌노 역
- 1988년 KBS 특집드라마 《따뜻한 남쪽나라》
- 1988년 KBS 창사 15주년 기념 특집극 《사로잡힌 영혼》 ... 민판서 하인 역
- 1989년 KBS 특집극 《지포리에서 생긴 일》
- 1989년 KBS 특별기획 《지리산》
- 1989년 KBS 대하드라마 《역사는 흐른다》 ... 겐조 부하 역
- 1989년 KBS 수목드라마 《무풍지대》 ... 거봉 역
- 1989년 MBC 정치드라마《제2공화국》 ... 이희영 역
- 1990년 KBS 6.25 특집드라마 《우리들의 조부님》
- 1991년 KBS 대하드라마 《왕도》
- 1991년 KBS 설날특집 드라마 《너두 늙어봐라》
- 1991년 SBS 개국특집극 《고래의 꿈》
- 1991년 SBS 개국특집극 《미늘》
- 1992년 KBS 청춘드라마 《내일은 사랑》 ... 외국인 자제분 경호원 역
- 1992년 KBS 특집드라마 《모짜르트가 된 청소부》
- 1993년 KBS 설날특집극 《봉이전》
- 1993년 KBS 미니시리즈 《백색 미로》
- 1994년 KBS 월화드라마 《한명회》 ... 박원형 역
- 1994년 KBS 수목드라마 《사라비아 공화국》
- 1995년 KBS 월화드라마 《서궁》 ... 한효순 역
- 1995년 MBC 특별기획드라마 《제4공화국》 ... 박희도 역
- 1996년 KBS 미니시리즈 《신고합니다》
- 1997년 KBS 대하드라마 《용의 눈물》 ... 변남룡 역
- 1998년 KBS 월화드라마 《진달래꽃 필 때까지》
- 1998년 KBS 대하드라마 《왕과 비》 ... 홍달손 역
- 2000년 KBS 대하드라마 《태조왕건》 ... 파달 역
- 2000년 SBS 일일시트콤 《웬만해선 그들을 막을 수 없다》 ... 권오중의 아버지 역
- 2001년 SBS 대하드라마 《여인천하》 ... 이기 역
- 2001년 KBS 대하드라마 《명성황후》 ... 신철균 역
- 2002년 SBS 대하드라마 《야인시대》 ... 단게 경무국장, 현도 스님,형사,신마찌 부하 역 (1인 4역)
- 2003년 SBS 대하드라마 《왕의 여자》 ... 이귀 역
- 2004년 SBS 대하드라마 《장길산》 ... 신복동 역
- 2006년 SBS 대하드라마 《연개소문》 ... 야미 카간 역
- 2006년 KBS 어린이 드라마 《화랑전사 마루》 ... 다함 조부 역
- 2006년 KBS 대하드라마 《서울 1945》
- 2011년 SBS 주말극장 《내사랑 내곁에》 ... 오창수 역
- 2014년 TV조선 주말연속극 《백년의 신부》
- 2014년 JTBC 월화드라마 《유나의 거리》 ... 고물상 사장 역
- 2019년 tvN 단막극 《드라마 스테이지 - 개같다 거지같다 아름답다》

### 영화
- 1981년 《만다라》
- 1991년 《개벽》 ... 이무중 역
- 2002년 《취화선》 ... 유숙 역
- 2004년 《하류인생》 ... 박일원 역